# Дреновка
Дреновка (словац. Drienovka) — річка; ліва притока Вагу, протікає в окрузі Поважська Бистриця.
Довжина приблизно 6.5-7.0 км. Витік знаходиться в масиві Сульовські гори (геоморфологічна підодиниця Манінська Верховина) — на висоті приблизно 550—555 метрів.
Протікає територією села Плевник-Дреньове. Впадає у Ваг на висоті приблизно 280—285 метрів.